# Sd.Kfz. 254

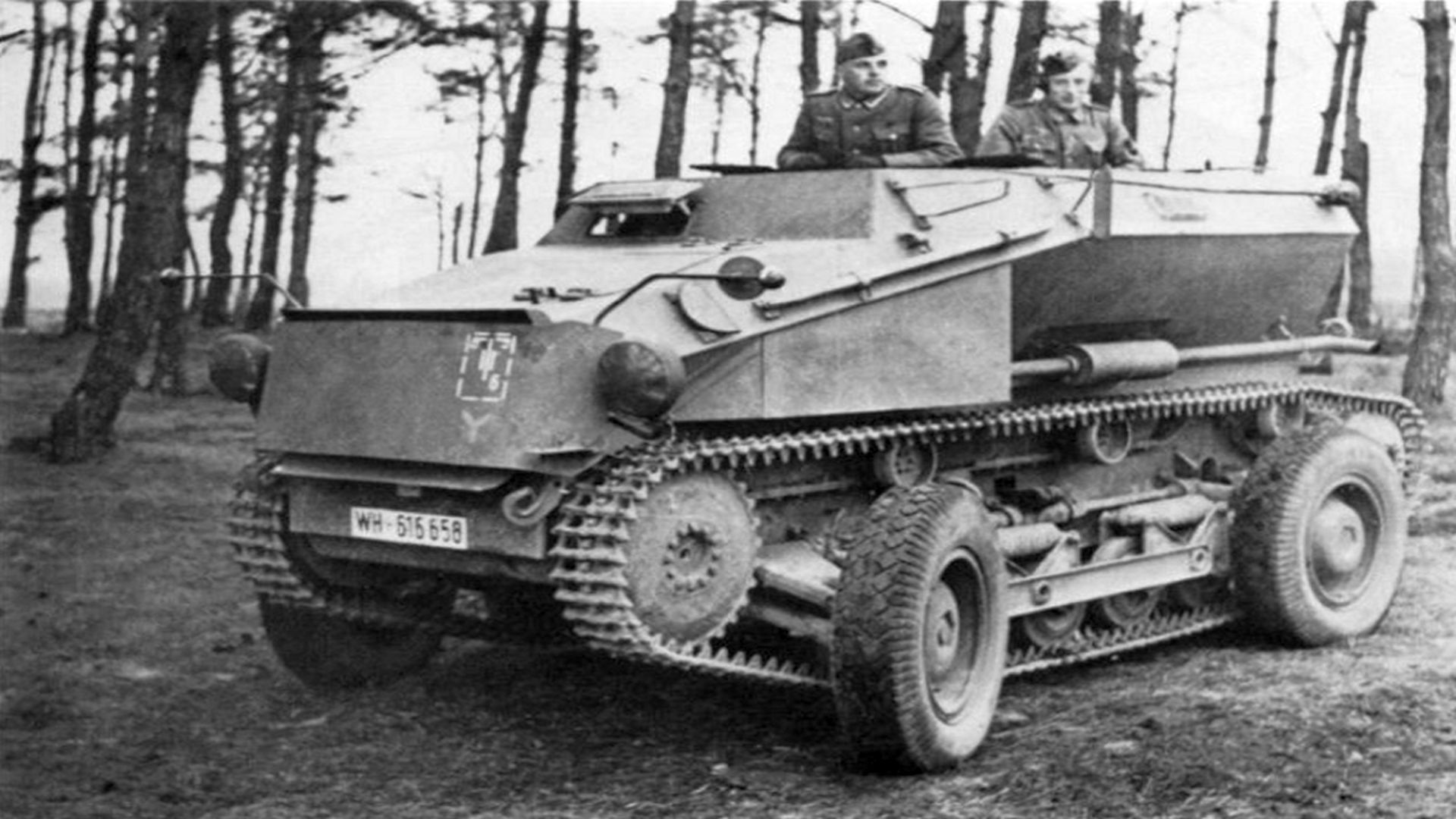
Fotografía de un SDKFZ 254

El Mittlerer Gepanzerter Beobachtungskraftwagen Sd. Kfz. 254 fue un vehículo blindado medio de reconocimiento utilizado por las Wehrmacht en la Segunda Guerra Mundial.

## Historia
La empresa Saurer inició el desarrollo de este vehículo en 1936 con la designacíon RR-7, como un tractor de artillería para el Ejército Federal Austriaco. Las pruebas fueron llevadas a cabo en 1937, se hizo una orden para los tractores y fueron fabricados en 1938. Se habían fabricado unos 12 vehículos antes del Anschluss.
La producción del vehículo continuó después del Anschluss. Los registros indican que se construyeron un total de 140 unidades con la nueva designación RK-7 (Räder-Kettenfahrgestell), aunque estos recibieron la designación de SdKfz 254 al entrar en servicio con las Wehrmacht. El vehículo estaba equipado con ruedas y orugas, siendo propulsado por un motor Diésel. Las ruedas eran bajadas cuando transitaba sobre carretera, siendo izadas para ir a campo través sobre sus orugas. Unos cuantos fueron empleados por el Afrika Korps como vehículos de observación de artillería, después de ser equipados con una radio y una antena de barandilla.

## El "tanque de la libertad"
En 1950, el exmecánico Václav Uhlík de Líně, República Checa, halló los restos de un tractor de artillería RR-7. Él reparó y reconstruyó el vehículo como un transporte blindado de personal. El 25 de julio de 1953 atravesó tres líneas de frontera, equipadas con alambradas, y entró 30 km en territorio de Alemania Occidental. Allí solicitó asilo y emigró a Estados Unidos, donde la máquina fue expuesta como el "tanque de la libertad" (tank svobody, en checo). Actualmente el vehículo está en una colección particular.